# Nanyang (sockenhuvudort i Kina, Jiangxi Sheng, lat 29,73, long 115,52)
Nanyang är en sockenhuvudort i Kina. Den ligger i provinsen Jiangxi, i den sydöstra delen av landet, omkring 120 kilometer norr om provinshuvudstaden Nanchang. Antalet invånare är 12 848. Befolkningen består av 6 373 kvinnor och 6 475 män. Barn under 15 år utgör 21,0 %, vuxna 15-64 år 68 %, och äldre över 65 år 9,0 %.
Runt Nanyang är det tätbefolkat, med 297 invånare per kvadratkilometer. Närmaste större samhälle är Ruichangshi, 14,9 km öster om Nanyang. I omgivningarna runt Nanyang växer i huvudsak blandskog.
Genomsnittlig årsnederbörd är 2 073 millimeter. Den regnigaste månaden är maj, med i genomsnitt 328 mm nederbörd, och den torraste är januari, med 59 mm nederbörd.